# William Henry Blaauw

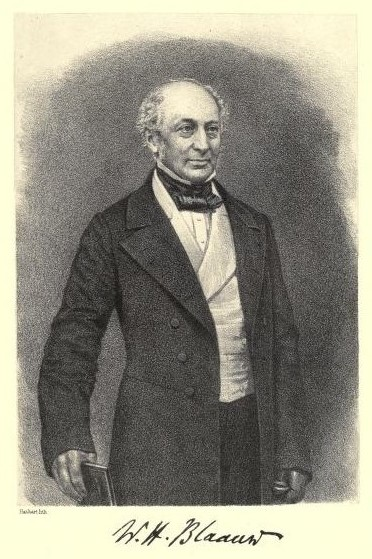
William Henry Blaauw

William Henry Blaauw (1793–1870) foi um antiquário e historiador inglês, particularmente ativo em Sussex.

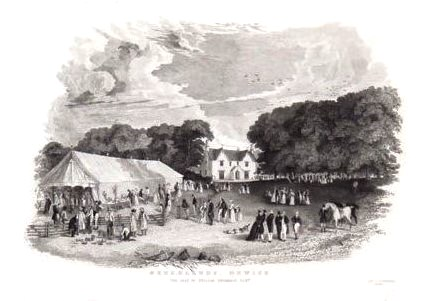
Beechland House, Newick, por volta de 1830. Em 1834, Blaauw comprou esta casa.

## Trabalhos
A principal obra de Blaauw foi a história da Segunda Guerra dos Barões, publicada pela primeira vez em 1844. Uma edição revisada foi publicada postumamente por Charles Henry Pearson como editor em 1871.
Entre 1846 e 1861, Blaauw contribuiu com artigos sobre arqueologia de Sussex para as Sussex Archaeological Collections. Em 1846 e mostrou objetos arqueológicos em reuniões da Sociedade de Antiquários e do Instituto Arqueológico.

## Publicações
- The Barons War (Londres, 1871)